# Hotel Frederiksminde
Hotel Frederiksminde er et hotel og en gourmetrestaurant, der ligger på et gammelt klosterområde i Præstø, Sydsjælland. Restauranten fik sin første stjerne i Michelinguiden i 2016, som blev forsvaret frem til nu.

## Historie
Klosteret var et Antonitterkloster, som blev opført i 1470 og nedrevet i 1563. Pladsen blev efterfølgende brugt til dragonkaserne, og i slutningen af 1800-tallet var kroen ejet af Håndværker- og Borgerforeningen i byen. De manglede et sted, hvor byens borgere kunne samles. Derfor opførte foreningen hotellet, som man kender det i dag. Bygningen fik navnet Hotel Frederiksminde efter en buste af Kong Frederik VII, som var blevet opstillet i anlægget to år tidligere.
Ejerskabet af hotellet er skiftet flere gange indtil Frederiksminde i 2003 blev købt af skibsreder Hans Michael Jebsen med Silje Brenna som forpagter. Det nyrenoverede hotel åbnede i 2007.
I 2010 kom Jonas Mikkelsen til hotellet som køkkenchef. Hotel Frederiksminde har siden modtaget topanmeldelser med 6 hjerter i Politiken af Helle Brønnum Carlsen i 2011, 6 stjerner i Berlingske i 2011 af Søren Frank samt 6 stjerner af Ole Troelsø i Børsen.
I 2015 vandt Hotel Frederiksminde ”Årets Bo og Spis” i Den danske Spiseguide. Hotellet var desuden nomineret i kategorien ”Årets Restaurant” i samme guide. Samme år kårede White Guide desuden Hotel Frederiksminde som den 11. bedste restaurant i Danmark i kategorien ”International Mesterklasse”.
Silje Brenna og Jonas Mikkelsen driver desuden Rønnede Kro i Rønnede og Hotel Baltic i Høruphav, som også ejes af Hans Michael Jebsen.
I februar 2016 modtog restauranten på Frederiksminde sin første stjerne i Michelinguiden, hvilket den forsvarede i 2017, 2018 og 2021.